# ダフ＝ゴードン準男爵
ダフのちダフ＝ゴードン準男爵（英: The Duff, later Duff Gordon Baronetcy）は、連合王国準男爵位。ジェイムズ・ダフが1813年に叙されたのに始まる。

## 歴史

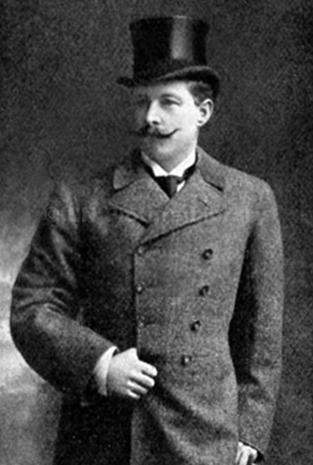
タイタニック号に乗船していた5代準男爵サー・コズモ・ダフ＝ゴードン（1896年）

アイルランド貴族ファイフ伯爵ダフ家の分流にあたるジェイムズ・ダフ(1734-1815)が、1813年11月12日に連合王国準男爵位(アバディーン州におけるハルキンの)準男爵(Baronet,"of Halkin in the County of Aberdeen")に叙されたのに始まる。彼には子供がなかったので甥のウィリアム・ダフ＝ゴードン(1772–1823)を特別継承者(special remainder)とする規定が付けられていた。
2代準男爵となるこのウィリアム・ダフ＝ゴードンは、初代準男爵ジェイムズ・ダフの妹アン・ダフ(生年不詳-1811)と、スコットランド貴族第2代アバディーン伯爵ウィリアム・ゴードン(1679-1746)の五男スコットランド法服貴族ロックヴィル卿アレグザンダー・ゴードン(1739-1792)の間の次男にあたり、1813年にゴードン姓をダフ＝ゴードン姓に改姓していた。
彼の死後、その息子のアレグザンダー・コーンウォール・ダフ＝ゴードン(1811–1872)が3代準男爵、更にその息子のモーリス・ダフ＝ゴードン(1849–1896)が4代準男爵を継承したが、4代準男爵に男子がなかったため、彼の死後は従兄弟(2代準男爵からの分流)にあたるコズモ・エドムンド・ダフ＝ゴードン(1862–1931)が5代準男爵を継承した。彼と妻ルーシー(1863–1935)は1912年4月の豪華客船タイタニック号の処女航海に乗り合わせたが、沈没事故から生還した。しかし卑劣な振る舞いがあったとして帰国後に批判に晒されることになった。
5代準男爵には子供がなかったため、その弟ヘンリー・ウィリアム・ダフ＝ゴードン(1866–1953)が6代準男爵を継承した。彼の死後は、息子のダグラス・フレデリック・ダフ＝ゴードン(1892–1964)が7代準男爵、ついでその息子アンドリュー・コズモ・ルイス・ダフ＝ゴードン(1933-)が8代準男爵となった。2017年現在の当主も彼である。

## (ハルキンの)準男爵 (1813年)
- 初代準男爵サー・ジェイムズ・ダフ (Sir James Duff, 1734-1815)
- 2代準男爵サー・ウィリアム・ダフ＝ゴードン（英語版） (Sir William Duff-Gordon, 1772–1823) - 先代の甥
- 3代準男爵サー・アレグザンダー・コーンウォール・ダフ＝ゴードン（英語版） (Sir Alexander Cornewall Duff-Gordon, 1811–1872) - 先代の息子
- 4代準男爵サー・モーリス・ダフ＝ゴードン (Sir Maurice Duff-Gordon, 1849–1896) - 先代の息子
- 5代準男爵サー・コズモ・エドムンド・ダフ＝ゴードン (Sir Cosmo Edmund Duff-Gordon, 1862–1931) - 先代の従兄弟
- 6代準男爵サー・ヘンリー・ウィリアム・ダフ＝ゴードン (Sir Henry William Duff-Gordon, 1866–1953) - 先代の弟
- 7代準男爵サー・ダグラス・フレデリック・ダフ＝ゴードン (Sir Douglas Frederick Duff-Gordon, 1892–1964) - 先代の息子
- 8代準男爵サー・アンドリュー・コズモ・ルイス・ダフ＝ゴードン (Sir Andrew Cosmo Lewis Duff-Gordon, 1933-) - 先代の息子
  - 法定推定相続人は現当主の息子コズモ・ヘンリー・ヴィリアーズ・ダフ＝ゴードン (Cosmo Henry Villiers Duff-Gordon, 1968-)